# Fu Lei
Fu Lei (ur. 7 kwietnia 1908, zm. 3 września 1966) – chiński krytyk literacki i tłumacz literatury francuskiej. Ojciec pianisty Fu Conga.

## Życiorys
Pochodził ze wsi Wanglou, położonej na obszarze dzisiejszej szanghajskiej dzielnicy Pudong. W latach 1928–1932 przebywał we Francji, gdzie studiował na wydziale sztuki Uniwersytetu Paryskiego. Po powrocie do Chin osiedlił się w Szanghaju, gdzie pracował jako dziennikarz i krytyk literacki. Tłumaczył na język chiński literaturę francuską, m.in. Woltera, Balzaca i Rollanda.
W 1957 roku, podczas kampanii przeciwko prawicowcom, został oficjalnie potępiony. Po rozpoczęciu rewolucji kulturalnej poddany nagonce i zmuszony do popełnienia samobójstwa. W 1979 roku został pośmiertnie zrehabilitowany.
Listy Fu Leia, wydane po raz pierwszy w 1981 roku, stały się w Chinach bestsellerem.